# سلم الحمض النووي

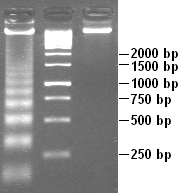
سُلّم / مُدَرّج الحمض النووي لخلية مرّت بعملية الموت المبرمج

سُلّم / مُدَرّج الحمض النووي هي خاصية يمكن ملاحظتها عند مشاهدة أجزاء أو قطع الحمض النووي الناتجة عن فصل حمض نووي من خلية خضعت للموت المبرمج بعد فصلها بعملية "الفصل الهلامي الكهربائي".
تم وصف هذه الخاصية لأول مرة في عام 1980 ميلادي من قبل "أندرو وايلي" في كلية الطب بجامعة إدنبرة.
من الممكن أيضاً كشف قطع الحمض النووي في الخلايا التي مرت بالموت في نسيج أو عضو ما يسمى بعملية (النخر), لكن عند تجزئة هذه القطع ومن ثم تعريضها لعملية «الفصل الهلامي الكهربائي» , لا يظهر أي نمط واضح لسُلّم / مُدَرّج الحمض النووي.

## فصل الحمض النووي
سُلّم / مُدَرّج الحمض النووي خاصية مميزة للحمض النووي المفصول بواسطة CADPS وهو بروتين مسؤول عن فصل وتجزئة الحمض النووي مايعتبر حدث رئيسي في عملية موت الخلية المبرمج.
يقطع CAD جينات الحمض النووي بين النيوكليوسومات منتجاً قطع حمض نووي يتراوح طولها ما بين 180 إلى 185 زوج قاعدة.
فصل القطع بعملية "الفصل الهلامي الكهربائي"((جل الأجاروس)) وصبغها مثلاً باستخدام صبغة (بروميد الإيثيليوم) يؤدي إلى ظهور سُلّم / مُدَرّج الحمض النووي بنمط مميز.
طريقة بسيطة باستخراج مخصص لقطع الحمض النووي المجزأة من الخلايا التي تعرضت لعملية موت الخلية المبرمج بدون وجود أقسام من الحمض النووي ثقيلة الوزن الجزيئي ينتج عنه مُدَرَّج أو سُلَّم بنمط معين وتحليل هذا النمط قد يساهم في العلاج الأولي لخلايا موضوعة في الإيثانول.

## موت الخلية المبرمج وموت الخلية بالنسيج (النخر)
في حين أن معظم الخصائص الشكلية للخلايا التي تعرضت للموت المبرمج لا تدوم طويلا، يمكن استخدام سُلّم / مُدَرّج الحمض النووي كطريقة لتحديد الحالة النهائية الأكيدة للنتائج وبالتالي أصبح (سُلّم / مُدَرّج الحمض النووي) طريقة موثوقة للتمييز بين موت الخلية المبرمج والنخر.
من الممكن ايضاً استخدام سُلّم / مُدَرّج الحمض النووي لمعرفة ما إذا قد مرت الخلية بالموت المبرمج في حالة وجود فيروس. وهي طريقة مفيدة حيث يمكن أن تساعد في تحديد اثار فايروس ما على الخلية.
يمكن استخدام سُلّم / مُدَرّج الحمض النووي لتحديد موت الخلية المبرمج فقط خلال المراحل الأخيرة منه وذلك لان تجزئة الحمض النووي تحدث في المرحلة الأخيرة من عملية الموت المبرمج.
يستخدم سُلّم / مُدَرّج الحمض النووي لاختبار الموت المبرمج  للعديد من الخلايا ولا يعد دقيق عند اختبار عدد قليل من الخلايا التي مرت بالموت المبرمج.
لتعزيز دقة اختبار عملية الموت المبرمج يتم استخدام طرق ومعايير أخرى إلى جانب سُلّم / مُدَرّج الحمض النووي كاستخدام المجهر الإلكتروني النافذ TEM و TUNEL  وهي طريقة لتحديد الخلايا التي تمر بتجزيء شديد للحمض النووي أثناء المراحل الاخيرة من عملية الموت المبرمج.
ومع التحديثات الاخيرة أصبحت التقنية أكثر موثوقة وعملية للاستخدام عند تحديد واختبار عملية الموت المبرمج للخلايا.
من المهم أيضاً أن ننوه على أن تقنية (سُلّم / مُدَرّج الحمض النووي) تحدث بشكل مختلف تبعاً لنوع الخلية. لذلك من الممكن ان يكون هناك تغييرات بسيطة في عملية تدرج الحمض النووي اتباعاً للخلية التي يتم إجراء الاختبار عليها.